# Wouldn't Get Far
«Wouldn't Get Far» — пісня американського репера The Game за участю Каньє Веста, випущена 23 січня 2007 року лейблом Geffen Records як третій сингл з його другого студійного альбому Doctor's Advocate. Її спродюсував Каньє Вест. «Wouldn't Get Far» досягла 64-го місця в чарті Billboard Hot 100 та 11-го та 26-го місць у чартах Hot Rap Songs та Hot R&B/Hip-Hop Songs відповідно.

## Про пісню
У пісні The Game згадує та критикує багатьох відомих відеомоделей та акторок, таких як Каррін Стеффанс, Віда Гуерра, Меган Гуд, Ґабріель Юніон, Hoopz, Lil' Kim, Чарлі Балтимор, Токкара Джонс та Мелісса Форд.
У пісні Габріель Юніон, Меган Гуд, Глорія Велес та Токкара Джонс згадуються дещо негативно. Мелісса Форд сказала, що розчарована як The Game, так і Каньє Вестом за створення пісні. У відповідь Віда Гуерра та Hoopz зробили 30-секундний дис на адресу The Game у відповідь на його зневажливі висловлювання про те, як відеомоделі досягають успіху в бізнесі. Вона натякає, що він відчайдушно намагався добитися її, та стверджувала, що The Game злиться на неї за те, що вона йому відмовила.
Після останнього куплету The Game перефразує останній куплет Снуп Догга в кінці пісні Тупака «All About U», згадуючи всі місця, де він «бачить тих самих шльондр», використовуючи сучасних виконавців та події, таких як Каньє Вест та Опра Вінфрі. Однак ця частина пісні недоступна в радіоверсії та відеокліпі.
У 2007 році Каньє Вест розповів, що біт для пісні спочатку призначався для Common, і якби The Game відмовився, Каньє використав би його сам.

## Музичне відео
Перед зйомками музичного відео The Game сказав, що сподівається, що деякі з моделей, яких він згадує в пісні, прийдуть на зйомки, щоб розрядити напругу, що виникла через текст пісні. Зрештою, у відео з'явилися лише Глорія Велес та Ніколь Александер, а інших грають двійники. У кліпі також є камео Pitbull, Фаррелла Вільямса, Juice, порнозірки Аврори Джолі, актора Тайріза Гібсона, Lil Jon та режисера відео Браяна Барбера.
Прем'єра кліпу відбулася на каналі BET Access Granted 31 січня 2007 року. 31 грудня того ж року відео з'явилося під номером 95 у топі Notarized: Top 100 Videos of 2007 від BET.

## Чарти

### Щотижневі чарти
| Чарт (2007)                             | Пікова позиція |
| --------------------------------------- | -------------- |
| США (Billboard Hot 100)                 | 64             |
| США (Hot R&B/Hip-Hop Songs) (Billboard) | 26             |
| США (Rap Songs) (Billboard)             | 11             |
| США (Rhythmic) (Billboard)              | 30             |

### Річні чарти
| Чарт (2007)                           | Позиція |
| ------------------------------------- | ------- |
| Велика Британія UK Urban (Music Week) | 20      |
| США Hot R&B/Hip-Hop Songs (Billboard) | 100     |